# Női 1500 méteres síkfutás a 2020. évi nyári olimpiai játékokon
A 2020. évi nyári olimpiai játékokon az atlétika női 1500 méteres síkfutás versenyszámát augusztus 2–6. között rendezték a tokiói olimpiai stadionban. Az aranyérmet a 2016-os olimpián is győztes kenyai Faith Kipyegon nyerte új olimpiai csúccsal, 3:53,11-es idővel.
A kvalifikáció során 4:04,20 másodperc volt a szintidő.

## Rekordok
A versenyt megelőzően a következő rekordok voltak érvényben:
| Világrekord     | Genzebe Dibaba (ETH) | 3:50,07 | Fontvieille, Monaco | 2015. július 17. |
| Olimpiai rekord | Paula Ivan (ROU)     | 3:53,96 | Szöul, Dél-Korea    | 1988. október 1. |

A döntőben új olimpiai rekord született:
| Olimpiai rekord | Faith Kipyegon (KEN) | 3:53,11 | Tokió, Japán | 2021. augusztus 6. |

## Eredmények
Az időeredmények perc:másodpercben értendők. A rövidítések jelentése a következő:
| - OR: olimpiai rekord - NR: országos rekord - PB: egyéni legjobb eredménye - SB: 2021-ben az addigi legjobb eredménye | - DNS: nem indult a futamon - DNF: nem ért célba - qR: versenybírói döntés által továbbjutott - qJ: fellebbezés után továbbjutott |

### Előfutamok
Minden előfutam első hat helyezettje automatikusan a döntőbe jutott. Az összesített eredmények alapján további hat futó került a döntőbe. A kenyai Edinah Jebitok továbbjutó helyen haladva földre esett az utolsó 300 méteren, így végül 12. helyen végzett, de fellebbezés után engedték indulni az elődöntőben. A portugál Marta Pen a harmadik előfutamban 1200 méternél továbbjutó helyen állt, amikor az előtte lelassító Rababe Arafival összeütközött, így nem végzett továbbjutó helyen. Fellebbezés után őt is engedték indulni az elődöntőben.
1. előfutam
| H   | Név                      | Nemzet                 | E       | Mj    |
| --- | ------------------------ | ---------------------- | ------- | ----- |
| 1.  | Gabriela DeBues-Stafford | Kanada (CAN)           | 4:03,70 | Q     |
| 2.  | Laura Muir               | Nagy-Britannia (GBR)   | 4:03,89 | Q     |
| 3.  | Winny Chebet             | Kenya (KEN)            | 4:03,93 | Q     |
| 4.  | Sara Kuivisto            | Finnország (FIN)       | 4:04,10 | Q, NR |
| 5.  | Freweyni Hailu           | Etiópia (ETH)          | 4:04,12 | Q     |
| 6.  | Kristiina Mäki           | Csehország (CZE)       | 4:04,55 | Q, PB |
| 7.  | Marta Pérez              | Spanyolország (ESP)    | 4:04,76 | q, PB |
| 8.  | Cory McGee               | Egyesült Államok (USA) | 4:05,15 | q     |
| 9.  | Elise Vanderelst         | Belgium (BEL)          | 4:05,63 | q     |
| 10. | Ciara Mageean            | Írország (IRL)         | 4:07,29 |       |
| 11. | Federica Del Buono       | Olaszország (ITA)      | 4:07,70 | SB    |
| 12. | Laura Galván             | Mexikó (MEX)           | 4:08,15 |       |
| 13. | Salomé Afonso            | Portugália (POR)       | 4:10,80 |       |
| 14. | Georgia Griffith         | Ausztrália (AUS)       | 4:14,43 | SB    |
| 15. | Hanna Klein              | Németország (GER)      | 4:14,83 |       |

2. előfutam
| H   | Név                     | Nemzet                            | E              | Mj    |
| --- | ----------------------- | --------------------------------- | -------------- | ----- |
| 1.  | Sifan Hassan            | Hollandia (NED)                   | 4:05,17        | Q     |
| 2.  | Jessica Hull            | Ausztrália (AUS)                  | 4:05,28        | Q     |
| 3.  | Elle Purrier St, Pierre | Egyesült Államok (USA)            | 4:05,34        | Q     |
| 4.  | Gaia Sabbatini          | Olaszország (ITA)                 | 4:05,41        | Q     |
| 5.  | Lemlem Hailu            | Etiópia (ETH)                     | 4:05,49 (,485) | Q     |
| 6.  | Diana Mezuliáníková     | Csehország (CZE)                  | 4:05,49 (,490) | Q, PB |
| 7.  | Revée Walcott-Nolan     | Nagy-Britannia (GBR)              | 4:06,23        | PB    |
| 8.  | Esther Guerrero         | Spanyolország (ESP)               | 4:07,08        |       |
| 9.  | Urabe Ran               | Japán (JPN)                       | 4:07,90        | PB    |
| 10. | Natalia Hawthorn        | Kanada (CAN)                      | 4:08,04        |       |
| 11. | Claudia Bobocea         | Románia (ROM)                     | 4:09,19        |       |
| 12. | Edinah Jebitok          | Kenya (KEN)                       | 4:10,72        | qR    |
| 13. | Aisha Praught-Leer      | Jamaica (JAM)                     | 4:15,31        |       |
| 14. | Anjelina Lohalith       | Menekültek olimpiai csapata (EOR) | 4:31,65        | PB    |
| 15. | María Pía Fernández     | Uruguay (URU)                     | 4:59,56        |       |

3. előfutam
| H   | Név                | Nemzet                 | E       | Mj    |
| --- | ------------------ | ---------------------- | ------- | ----- |
| 1.  | Faith Kipyegon     | Kenya (KEN)            | 4:01,40 | Q     |
| 2.  | Winnie Nanyondo    | Uganda (UGA)           | 4:02,24 | Q     |
| 3.  | Linden Hall        | Ausztrália (AUS)       | 4:02,27 | Q     |
| 4.  | Tanaka Nozomi      | Japán (JPN)            | 4:02,33 | Q, NR |
| 5.  | Heather MacLean    | Egyesült Államok (USA) | 4:02,40 | Q     |
| 6.  | Katie Snowden      | Nagy-Britannia (GBR)   | 4:02,77 | Q, PB |
| 7.  | Lucia Stafford     | Kanada (CAN)           | 4:03,52 | q, PB |
| 8.  | Martyna Galant     | Lengyelország (POL)    | 4:05,03 | q, PB |
| 9.  | Caterina Granz     | Németország (GER)      | 4:06,22 | q, SB |
| 10. | Marta Pen          | Portugália (POR)       | 4:07,33 | qJ    |
| 11. | Sarah Healy        | Írország (IRL)         | 4:09,78 |       |
| 12. | Diribe Welteji     | Etiópia (ETH)          | 4:10,25 |       |
| 13. | Simona Vrzalová    | Csehország (CZE)       | 4:19,46 |       |
| —   | Souhra Ali Mohamed | Dzsibuti (DJI)         | DNF     |       |
| —   | Rababe Arafi       | Marokkó (MAR)          | DNF     |       |

### Elődöntők
Mindkét elődöntőfutam első öt helyezettje automatikusan a döntőbe jutott, Az összesített eredmények alapján további két futó került a döntőbe,
1. elődöntő
| H   | Név                      | Nemzet                 | E       | Mj    |
| --- | ------------------------ | ---------------------- | ------- | ----- |
| 1.  | Faith Kipyegon           | Kenya (KEN)            | 3:56,80 | Q     |
| 2.  | Freweyni Hailu           | Etiópia (ETH)          | 3:57,54 | Q     |
| 3.  | Gabriela DeBues-Stafford | Kanada (CAN)           | 3:58,28 | Q, SB |
| 4.  | Jessica Hull             | Ausztrália (AUS)       | 3:58,81 | Q, AR |
| 5.  | Tanaka Nozomi            | Japán (JPN)            | 3:59,19 | Q, NR |
| 6.  | Elle Purrier St, Pierre  | Egyesült Államok (USA) | 4:01,00 | q     |
| 7.  | Kristiina Mäki           | Csehország (CZE)       | 4:01,23 | q, NR |
| 8.  | Gaia Sabbatini           | Olaszország (ITA)      | 4:02,25 | PB    |
| 9.  | Katie Snowden            | Nagy-Britannia (GBR)   | 4:02,93 |       |
| 10. | Martyna Galant           | Lengyelország (POL)    | 4:06,01 |       |
| 11. | Cory McGee               | Egyesült Államok (USA) | 4:10,39 | qR    |
| 12. | Caterina Granz           | Németország (GER)      | 4:10,93 |       |
| 13. | Winny Chebet             | Kenya (KEN)            | 4:11,62 |       |

2. elődöntő
| H   | Név                 | Nemzet                 | E       | Mj    |
| --- | ------------------- | ---------------------- | ------- | ----- |
| 1.  | Sifan Hassan        | Hollandia (NED)        | 4:00,23 | Q     |
| 2.  | Laura Muir          | Nagy-Britannia (GBR)   | 4:00,73 | Q     |
| 3.  | Linden Hall         | Ausztrália (AUS)       | 4:01,37 | Q     |
| 4.  | Winnie Nanyondo     | Uganda (UGA)           | 4:01,64 | Q     |
| 5.  | Marta Pérez         | Spanyolország (ESP)    | 4:01,69 | Q, PB |
| 6.  | Lucia Stafford      | Kanada (CAN)           | 4:02,12 | PB    |
| 7.  | Sara Kuivisto       | Finnország (FIN)       | 4:02,35 | NR    |
| 8.  | Diana Mezuliáníková | Csehország (CZE)       | 4:03,70 | PB    |
| 9.  | Lemlem Hailu        | Etiópia (ETH)          | 4:03,76 |       |
| 10. | Marta Pen           | Portugália (POR)       | 4:04,15 | SB    |
| 11. | Elise Vanderelst    | Belgium (BEL)          | 4:04,86 |       |
| 12. | Heather MacLean     | Egyesült Államok (USA) | 4:05,33 |       |
| 13. | Edinah Jebitok      | Kenya (KEN)            | 4:05,56 |       |

### Döntő
| H     | Név                      | Nemzet                 | E       | Mj |
| ----- | ------------------------ | ---------------------- | ------- | -- |
| Arany | Faith Kipyegon           | Kenya (KEN)            | 3:53,11 | OR |
| Ezüst | Laura Muir               | Nagy-Britannia (GBR)   | 3:54,50 | NR |
| Bronz | Sifan Hassan             | Hollandia (NED)        | 3:55,86 |    |
| 4.    | Freweyni Hailu           | Etiópia (ETH)          | 3:57,60 |    |
| 5.    | Gabriela DeBues-Stafford | Kanada (CAN)           | 3:58,93 |    |
| 6.    | Linden Hall              | Ausztrália (AUS)       | 3:59,01 | PB |
| 7.    | Winnie Nanyondo          | Uganda (UGA)           | 3:59,80 | SB |
| 8.    | Tanaka Nozomi            | Japán (JPN)            | 3:59,95 |    |
| 9.    | Marta Pérez              | Spanyolország (ESP)    | 4:00,12 | PB |
| 10.   | Elle Purrier St, Pierre  | Egyesült Államok (USA) | 4:01,75 |    |
| 11.   | Jessica Hull             | Ausztrália (AUS)       | 4:02,63 |    |
| 12.   | Cory McGee               | Egyesült Államok (USA) | 4:05,50 |    |
| 13.   | Kristiina Mäki           | Csehország (CZE)       | 4:11,76 |    |